# Asiatiska mästerskapet i fotboll 2015
Asiatiska mästerskapet i fotboll 2015 var den 16:e upplagan av Asiatiska mästerskapet. Mästerskapet spelades i Australien mellan den 9 och 31 januari 2015. Turneringen vanns av Australien som besegrade Sydkorea med 2–1 i finalen efter förlängning. Australien fick då rätten att deltaga och representera Asien i Fifa Confederations Cup 2017. 
Den 5 januari 2011 valdes Australien som värdnation för mästerskapet. Mästerskapet spelades på fem olika arenor i fem olika städer, Sydney, Melbourne, Brisbane, Canberra och Newcastle.  Det är första gången som Australien arrangerar mästerskapet och det är även första gången som mästerskapet spelas utanför kontinenten Asien.

## Spelorter
De fem värdstäderna och arenorna till de asiatiska mästerskapen 2015 tillkännagavs den 27 mars 2013 av det Australiska fotbollsförbundet.
| Sydney                        | Newcastle                                      | Brisbane                                       |
| ----------------------------- | ---------------------------------------------- | ---------------------------------------------- |
| ANZ Stadium                   | Newcastle Stadium                              | Brisbane Stadium                               |
| Kapacitet: 84 000             | Kapacitet: 33 000                              | Kapacitet: 52 500                              |
|                               |                                                |                                                |
| Canberra                      | · Brisbane Newcastle Sydney Canberra Melbourne | · Brisbane Newcastle Sydney Canberra Melbourne |
| Canberra Stadium              | · Brisbane Newcastle Sydney Canberra Melbourne | · Brisbane Newcastle Sydney Canberra Melbourne |
| Kapacitet: 25 011             | · Brisbane Newcastle Sydney Canberra Melbourne | · Brisbane Newcastle Sydney Canberra Melbourne |
|                               | · Brisbane Newcastle Sydney Canberra Melbourne | · Brisbane Newcastle Sydney Canberra Melbourne |
| Melbourne                     | · Brisbane Newcastle Sydney Canberra Melbourne | · Brisbane Newcastle Sydney Canberra Melbourne |
| Melbourne Rectangular Stadium | · Brisbane Newcastle Sydney Canberra Melbourne | · Brisbane Newcastle Sydney Canberra Melbourne |
| Kapacitet: 30 050             | · Brisbane Newcastle Sydney Canberra Melbourne | · Brisbane Newcastle Sydney Canberra Melbourne |
|                               | · Brisbane Newcastle Sydney Canberra Melbourne | · Brisbane Newcastle Sydney Canberra Melbourne |

## Kvalificering

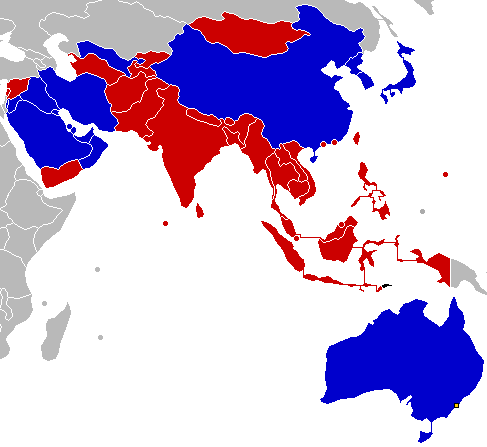
Kvalificerade länder
Ej kvalificerade länder
Ej medlemmar i AFC

Kvalspelet till de Asiatiska mästerskapen 2015 avgjorde vilka mästerskapets 16 deltagande länder blev. Av 16 platser skulle tio fyllas genom kvalspel medan sex platser reserverades av värdlandet, topp tre i Asiatiska mästerskapet 2011 och de två senaste mästarna i AFC Challenge Cup. Värdnationen Australien slutade dock tvåa i Asiatiska mästerskapet 2011 och de sex reserverade platser till mästerskapet 2015 reducerades då till fem reserverade platser. De tio platser som skulle fyllas genom kvalspelet utökades till 11. I kvalspelet deltog 20 nationer. 

### Kvalificerade lag
| Nation                | Kvalificerade genom                   | Kvalificerade den | Tidigare deltaganden i mästerskapet1                                        |
| --------------------- | ------------------------------------- | ----------------- | --------------------------------------------------------------------------- |
| Australien            | Arrangör2                             | 5 januari 2011    | 2 (2007, 2011)                                                              |
| Japan                 | Mästare i Asiatiska mästerskapet 2011 | 25 januari 2011   | 7 (1988, 1992, 1996, 2000, 2004, 2007, 2011)                                |
| Sydkorea              | 3:e plats Asiatiska mästerskapet 2011 | 28 januari 2011   | 12 (1956, 1960, 1964, 1972, 1980, 1984, 1988, 1996, 2000, 2004, 2007, 2011) |
| Nordkorea             | Mästare i AFC Challenge Cup 2012      | 19 mars 2012      | 3 (1980, 1992, 2011)                                                        |
| Bahrain               | Etta i grupp D                        | 15 november 2013  | 4 (1988, 2004, 2007, 2011)                                                  |
| Förenade arabemiraten | Etta i grupp E                        | 15 november 2013  | 8 (1980, 1984, 1988, 1992, 1996, 2004, 2007, 2011)                          |
| Saudiarabien          | Etta i grupp C                        | 15 november 2013  | 8 (1984, 1988, 1992, 1996, 2000, 2004, 2007, 2011)                          |
| Oman                  | Etta i grupp A                        | 19 november 2013  | 2 (2004, 2007)                                                              |
| Uzbekistan            | Tvåa i grupp E                        | 19 november 2013  | 5 (1996, 2000, 2004, 2007, 2011)                                            |
| Qatar                 | Tvåa i grupp D                        | 19 november 2013  | 8 (1980, 1984, 1988, 1992, 2000, 2004, 2007, 2011)                          |
| Iran                  | Etta i grupp B                        | 19 november 2013  | 12 (1968, 1972, 1976, 1980, 1984, 1988, 1992, 1996, 2000, 2004, 2007, 2011) |
| Kuwait                | Tvåa i grupp B                        | 19 november 2013  | 9 (1972, 1976, 1980, 1984, 1988, 1996, 2000, 2004, 2011)                    |
| Jordanien             | Tvåa i grupp A                        | 4 februari 2014   | 2 (2004, 2011)                                                              |
| Irak                  | Tvåa i grupp C                        | 5 mars 2014       | 7 (1972, 1976, 1996, 2000, 2004, 2007, 2011)                                |
| Kina                  | Bästa tredjeplacerade laget           | 5 mars 2014       | 10 (1976, 1980, 1984, 1988, 1992, 1996, 2000, 2004, 2007, 2011)             |
| Palestina             | Mästare i Challenge Cup 2014          | 30 maj 2014       | 0 (debut)                                                                   |

1 Fetstil indikerar mästare för upplagan. 
2 Australien kvalificerade sig även genom att sluta tvåa i Asiatiska mästerskapet 2011.

## Lottning av grupperna
Den slutgiltiga lottningen skedde den 26 mars 2014 i Operahuset i Sydney. De 16 deltagande lagen lottades in i 4 olika grupper inför mästerskapets gruppspel. Inför lottningen så delades lagen in i 4 seedingsgrupper baserat utefter Fifas världsranking i mars 2014, Australien som arrangörsland placerades automatiskt i seedingsgrupp 1. När lottningen ägde rum så hade AFC Challenge Cup 2014 ännu inte avgjorts och laget blev automatiskt placerat i seedingsgrupp 4. 
|                  | A           | B            | C                     | D         |
| ---------------- | ----------- | ------------ | --------------------- | --------- |
| Seedningsgrupp 1 | Australien1 | Uzbekistan   | Iran                  | Japan     |
| Seedningsgrupp 2 | Sydkorea    | Saudiarabien | Förenade arabemiraten | Jordanien |
| Seedningsgrupp 3 | Oman        | Kina         | Qatar                 | Irak      |
| Seedningsgrupp 4 | Kuwait      | Nordkorea    | Bahrain               | Palestina |

1 Automatiskt kvalificerad i egenskap av värdnation.

## Spelartrupper
Varje nationsförbund hade fram till deadline den 30 december 2014 att ha anmält sin mästerskapstrupp. Truppen skulle innehålla 23 spelare, varav 3 stycken måste vara målvakter.

## Gruppspel

### Grupp A
| Nr | Lag        | S | V | O | F | GM | IM | MS | P |
| -- | ---------- | - | - | - | - | -- | -- | -- | - |
| 1  | Sydkorea   | 3 | 3 | 0 | 0 | 3  | 0  | +3 | 9 |
| 2  | Australien | 3 | 2 | 0 | 1 | 8  | 2  | +6 | 6 |
| 3  | Oman       | 3 | 1 | 0 | 2 | 1  | 5  | −4 | 3 |
| 4  | Kuwait     | 3 | 0 | 0 | 3 | 1  | 6  | −5 | 0 |

| 1            | 9 januari 2015 | Australien                                                                   | 4 – 1           | Kuwait            | Melbourne Rectangular Stadium                                           |                                                                         |
| 20:00 UTC+11 | 20:00 UTC+11   | Tim Cahill 33′ Massimo Luongo 45′ Mile Jedinak 62′ (str.) James Troisi 90+2′ | (2 – 1) Rapport | 8′ Hussain Fadhel | Melbourne, Victoria Publik: 25 231 Domare: Ravsjan Irmatov (Uzbekistan) | Melbourne, Victoria Publik: 25 231 Domare: Ravsjan Irmatov (Uzbekistan) |
| 20:00 UTC+11 | 20:00 UTC+11   |                                                                              |                 |                   | Melbourne, Victoria Publik: 25 231 Domare: Ravsjan Irmatov (Uzbekistan) | Melbourne, Victoria Publik: 25 231 Domare: Ravsjan Irmatov (Uzbekistan) |
| 20:00 UTC+11 | 20:00 UTC+11   |                                                                              |                 |                   | Melbourne, Victoria Publik: 25 231 Domare: Ravsjan Irmatov (Uzbekistan) | Melbourne, Victoria Publik: 25 231 Domare: Ravsjan Irmatov (Uzbekistan) |

| 2            | 10 januari 2015 | Sydkorea              | 1 – 0           | Oman | Canberra Stadium                                                                          |                                                                                           |
| 16:00 UTC+11 | 16:00 UTC+11    | Cho Young-Cheol 45+1′ | (1 – 0) Rapport |      | Canberra, Australian Capital Territory Publik: 12 552 Domare: Peter O'Leary (Nya Zeeland) | Canberra, Australian Capital Territory Publik: 12 552 Domare: Peter O'Leary (Nya Zeeland) |
| 16:00 UTC+11 | 16:00 UTC+11    |                       |                 |      | Canberra, Australian Capital Territory Publik: 12 552 Domare: Peter O'Leary (Nya Zeeland) | Canberra, Australian Capital Territory Publik: 12 552 Domare: Peter O'Leary (Nya Zeeland) |
| 16:00 UTC+11 | 16:00 UTC+11    |                       |                 |      | Canberra, Australian Capital Territory Publik: 12 552 Domare: Peter O'Leary (Nya Zeeland) | Canberra, Australian Capital Territory Publik: 12 552 Domare: Peter O'Leary (Nya Zeeland) |

| 9            | 13 januari 2015 | Kuwait | 0 – 1           | Sydkorea        | Canberra Stadium                                                                    |                                                                                     |
| 18:00 UTC+11 | 18:00 UTC+11    |        | (0 – 1) Rapport | 36′ Nam Tae-Hee | Canberra, Australian Capital Territory Publik: 8 795 Domare: Alireza Faghani (Iran) | Canberra, Australian Capital Territory Publik: 8 795 Domare: Alireza Faghani (Iran) |
| 18:00 UTC+11 | 18:00 UTC+11    |        |                 |                 | Canberra, Australian Capital Territory Publik: 8 795 Domare: Alireza Faghani (Iran) | Canberra, Australian Capital Territory Publik: 8 795 Domare: Alireza Faghani (Iran) |
| 18:00 UTC+11 | 18:00 UTC+11    |        |                 |                 | Canberra, Australian Capital Territory Publik: 8 795 Domare: Alireza Faghani (Iran) | Canberra, Australian Capital Territory Publik: 8 795 Domare: Alireza Faghani (Iran) |

| 10           | 13 januari 2015 | Oman | 0 – 4           | Australien                                                                | ANZ Stadium                                                       |                                                                   |
| 20:00 UTC+11 | 20:00 UTC+11    |      | (0 – 3) Rapport | 27′ Matt McKay 30′ Robbie Kruse 45+2′ (str.) Mark Milligan 70′ Tomi Juric | Sydney, New South Wales Publik: 50 276 Domare: Ryuji Sato (Japan) | Sydney, New South Wales Publik: 50 276 Domare: Ryuji Sato (Japan) |
| 20:00 UTC+11 | 20:00 UTC+11    |      |                 |                                                                           | Sydney, New South Wales Publik: 50 276 Domare: Ryuji Sato (Japan) | Sydney, New South Wales Publik: 50 276 Domare: Ryuji Sato (Japan) |
| 20:00 UTC+11 | 20:00 UTC+11    |      |                 |                                                                           | Sydney, New South Wales Publik: 50 276 Domare: Ryuji Sato (Japan) | Sydney, New South Wales Publik: 50 276 Domare: Ryuji Sato (Japan) |

| 17           | 17 januari 2015 | Australien | 0 – 1           | Sydkorea          | Brisbane Stadium                                                      |                                                                       |
| 19:00 UTC+10 | 19:00 UTC+10    |            | (0 – 1) Rapport | 33′ Lee Jung-Hyup | Brisbane, Queensland Publik: 48 513 Domare: Nawaf Shukralla (Bahrain) | Brisbane, Queensland Publik: 48 513 Domare: Nawaf Shukralla (Bahrain) |
| 19:00 UTC+10 | 19:00 UTC+10    |            |                 |                   | Brisbane, Queensland Publik: 48 513 Domare: Nawaf Shukralla (Bahrain) | Brisbane, Queensland Publik: 48 513 Domare: Nawaf Shukralla (Bahrain) |
| 19:00 UTC+10 | 19:00 UTC+10    |            |                 |                   | Brisbane, Queensland Publik: 48 513 Domare: Nawaf Shukralla (Bahrain) | Brisbane, Queensland Publik: 48 513 Domare: Nawaf Shukralla (Bahrain) |

| 18           | 17 januari 2015 | Oman                     | 1 – 0           | Kuwait | Newcastle Stadium                                                                |                                                                                  |
| 20:00 UTC+11 | 20:00 UTC+11    | Abdulaziz Al-Muqbali 69′ | (0 – 0) Rapport |        | Newcastle, New South Wales Publik: 7 499 Domare: Fahad Al-Mirdasi (Saudiarabien) | Newcastle, New South Wales Publik: 7 499 Domare: Fahad Al-Mirdasi (Saudiarabien) |
| 20:00 UTC+11 | 20:00 UTC+11    |                          |                 |        | Newcastle, New South Wales Publik: 7 499 Domare: Fahad Al-Mirdasi (Saudiarabien) | Newcastle, New South Wales Publik: 7 499 Domare: Fahad Al-Mirdasi (Saudiarabien) |
| 20:00 UTC+11 | 20:00 UTC+11    |                          |                 |        | Newcastle, New South Wales Publik: 7 499 Domare: Fahad Al-Mirdasi (Saudiarabien) | Newcastle, New South Wales Publik: 7 499 Domare: Fahad Al-Mirdasi (Saudiarabien) |

### Grupp B
| Nr | Lag          | S | V | O | F | GM | IM | MS | P |
| -- | ------------ | - | - | - | - | -- | -- | -- | - |
| 1  | Kina         | 3 | 3 | 0 | 0 | 5  | 2  | +3 | 9 |
| 2  | Uzbekistan   | 3 | 2 | 0 | 1 | 5  | 3  | +2 | 6 |
| 3  | Saudiarabien | 3 | 1 | 0 | 2 | 5  | 5  | 0  | 3 |
| 4  | Nordkorea    | 3 | 0 | 0 | 3 | 2  | 7  | −5 | 0 |

| 3            | 10 januari 2015 | Uzbekistan       | 1 – 0           | Nordkorea | ANZ Stadium                                                              |                                                                          |
| 18:00 UTC+11 | 18:00 UTC+11    | Igor Sergeev 62′ | (0 – 0) Rapport |           | Sydney, New South Wales Publik: 12 078 Domare: Nawaf Shukralla (Bahrain) | Sydney, New South Wales Publik: 12 078 Domare: Nawaf Shukralla (Bahrain) |
| 18:00 UTC+11 | 18:00 UTC+11    |                  |                 |           | Sydney, New South Wales Publik: 12 078 Domare: Nawaf Shukralla (Bahrain) | Sydney, New South Wales Publik: 12 078 Domare: Nawaf Shukralla (Bahrain) |
| 18:00 UTC+11 | 18:00 UTC+11    |                  |                 |           | Sydney, New South Wales Publik: 12 078 Domare: Nawaf Shukralla (Bahrain) | Sydney, New South Wales Publik: 12 078 Domare: Nawaf Shukralla (Bahrain) |

| 4            | 10 januari 2015 | Saudiarabien | 0 – 1           | Kina       | Brisbane Stadium                                                   |                                                                    |
| 19:00 UTC+10 | 19:00 UTC+10    |              | (0 – 0) Rapport | 81′ Yu Hai | Brisbane, Queensland Publik: 12 557 Domare: Alireza Faghani (Iran) | Brisbane, Queensland Publik: 12 557 Domare: Alireza Faghani (Iran) |
| 19:00 UTC+10 | 19:00 UTC+10    |              |                 |            | Brisbane, Queensland Publik: 12 557 Domare: Alireza Faghani (Iran) | Brisbane, Queensland Publik: 12 557 Domare: Alireza Faghani (Iran) |
| 19:00 UTC+10 | 19:00 UTC+10    |              |                 |            | Brisbane, Queensland Publik: 12 557 Domare: Alireza Faghani (Iran) | Brisbane, Queensland Publik: 12 557 Domare: Alireza Faghani (Iran) |

| 11           | 14 januari 2015 | Nordkorea         | 1 – 4           | Saudiarabien                                                   | Melbourne Rectangular Stadium                                        |                                                                      |
| 18:00 UTC+11 | 18:00 UTC+11    | Ryang Yong-gi 12′ | (1 – 1) Rapport | 37′ Naif Hazazi 52′, 54′ Mohammad Al-Sahlawi 76′ Nawaf Al Abed | Melbourne, Victoria Publik: 12 349 Domare: Abdullah Al Hilali (Oman) | Melbourne, Victoria Publik: 12 349 Domare: Abdullah Al Hilali (Oman) |
| 18:00 UTC+11 | 18:00 UTC+11    |                   |                 |                                                                | Melbourne, Victoria Publik: 12 349 Domare: Abdullah Al Hilali (Oman) | Melbourne, Victoria Publik: 12 349 Domare: Abdullah Al Hilali (Oman) |
| 18:00 UTC+11 | 18:00 UTC+11    |                   |                 |                                                                | Melbourne, Victoria Publik: 12 349 Domare: Abdullah Al Hilali (Oman) | Melbourne, Victoria Publik: 12 349 Domare: Abdullah Al Hilali (Oman) |

| 12           | 14 januari 2015 | Kina                 | 2 – 1           | Uzbekistan       | Brisbane Stadium                                                                           |                                                                                            |
| 19:00 UTC+10 | 19:00 UTC+10    | Wu Xi 54′ Sun Ke 68′ | (0 – 1) Rapport | 23′ Odil Ahmedov | Brisbane, Queensland Publik: 13 674 Domare: Abdulla Hassan Mohamed (Förenade arabemiraten) | Brisbane, Queensland Publik: 13 674 Domare: Abdulla Hassan Mohamed (Förenade arabemiraten) |
| 19:00 UTC+10 | 19:00 UTC+10    |                      |                 |                  | Brisbane, Queensland Publik: 13 674 Domare: Abdulla Hassan Mohamed (Förenade arabemiraten) | Brisbane, Queensland Publik: 13 674 Domare: Abdulla Hassan Mohamed (Förenade arabemiraten) |
| 19:00 UTC+10 | 19:00 UTC+10    |                      |                 |                  | Brisbane, Queensland Publik: 13 674 Domare: Abdulla Hassan Mohamed (Förenade arabemiraten) | Brisbane, Queensland Publik: 13 674 Domare: Abdulla Hassan Mohamed (Förenade arabemiraten) |

| 19           | 18 januari 2015 | Uzbekistan                                 | 3 – 1           | Saudiarabien                   | Melbourne Rectangular Stadium                                        |                                                                      |
| 20:00 UTC+11 | 20:00 UTC+11    | Sardor Rashidov 2′, 78′ Vokhid Shodiev 71′ | (1 – 0) Rapport | 60′ (str.) Mohammad Al-Sahlawi | Melbourne, Victoria Publik: 10 871 Domare: Ben Williams (Australien) | Melbourne, Victoria Publik: 10 871 Domare: Ben Williams (Australien) |
| 20:00 UTC+11 | 20:00 UTC+11    |                                            |                 |                                | Melbourne, Victoria Publik: 10 871 Domare: Ben Williams (Australien) | Melbourne, Victoria Publik: 10 871 Domare: Ben Williams (Australien) |
| 20:00 UTC+11 | 20:00 UTC+11    |                                            |                 |                                | Melbourne, Victoria Publik: 10 871 Domare: Ben Williams (Australien) | Melbourne, Victoria Publik: 10 871 Domare: Ben Williams (Australien) |

| 20           | 18 januari 2015 | Kina           | 2 – 1           | Nordkorea          | Canberra Stadium                                                                        |                                                                                         |
| 20:00 UTC+11 | 20:00 UTC+11    | Sun Ke 1′, 42′ | (2 – 0) Rapport | 57′ (sjm.) Gao Lin | Canberra, Australian Capital Territory Publik: 18 457 Domare: Abdulrahman Abdou (Qatar) | Canberra, Australian Capital Territory Publik: 18 457 Domare: Abdulrahman Abdou (Qatar) |
| 20:00 UTC+11 | 20:00 UTC+11    |                |                 |                    | Canberra, Australian Capital Territory Publik: 18 457 Domare: Abdulrahman Abdou (Qatar) | Canberra, Australian Capital Territory Publik: 18 457 Domare: Abdulrahman Abdou (Qatar) |
| 20:00 UTC+11 | 20:00 UTC+11    |                |                 |                    | Canberra, Australian Capital Territory Publik: 18 457 Domare: Abdulrahman Abdou (Qatar) | Canberra, Australian Capital Territory Publik: 18 457 Domare: Abdulrahman Abdou (Qatar) |

### Grupp C
| Nr | Lag                   | S | V | O | F | GM | IM | MS | P |
| -- | --------------------- | - | - | - | - | -- | -- | -- | - |
| 1  | Iran                  | 3 | 3 | 0 | 0 | 4  | 0  | +4 | 9 |
| 2  | Förenade arabemiraten | 3 | 2 | 0 | 1 | 6  | 3  | +3 | 6 |
| 3  | Bahrain               | 3 | 1 | 0 | 2 | 3  | 5  | −2 | 3 |
| 4  | Qatar                 | 3 | 0 | 0 | 3 | 2  | 7  | −5 | 0 |

| 5            | 11 januari 2015 | Förenade arabemiraten                       | 4 – 1           | Qatar               | Canberra Stadium                                                                       |                                                                                        |
| 18:00 UTC+11 | 18:00 UTC+11    | Ahmed Khalil 37′, 52′ Ali Mabkhout 56′, 90′ | (1 – 1) Rapport | 23′´Khalfan Ibrahim | Canberra, Australian Capital Territory Publik: 5 513 Domare: Kim Jong-Hyeok (Sydkorea) | Canberra, Australian Capital Territory Publik: 5 513 Domare: Kim Jong-Hyeok (Sydkorea) |
| 18:00 UTC+11 | 18:00 UTC+11    |                                             |                 |                     | Canberra, Australian Capital Territory Publik: 5 513 Domare: Kim Jong-Hyeok (Sydkorea) | Canberra, Australian Capital Territory Publik: 5 513 Domare: Kim Jong-Hyeok (Sydkorea) |
| 18:00 UTC+11 | 18:00 UTC+11    |                                             |                 |                     | Canberra, Australian Capital Territory Publik: 5 513 Domare: Kim Jong-Hyeok (Sydkorea) | Canberra, Australian Capital Territory Publik: 5 513 Domare: Kim Jong-Hyeok (Sydkorea) |

| 6            | 11 januari 2015 | Iran                                   | 2 – 0           | Bahrain | Melbourne Rectangular Stadium                                        |                                                                      |
| 20:00 UTC+11 | 20:00 UTC+11    | Ehsan Hajsafi 45+1′ Masoud Shojaei 71′ | (1 – 0) Rapport |         | Melbourne, Victoria Publik: 17 712 Domare: Ben Williams (Australien) | Melbourne, Victoria Publik: 17 712 Domare: Ben Williams (Australien) |
| 20:00 UTC+11 | 20:00 UTC+11    |                                        |                 |         | Melbourne, Victoria Publik: 17 712 Domare: Ben Williams (Australien) | Melbourne, Victoria Publik: 17 712 Domare: Ben Williams (Australien) |
| 20:00 UTC+11 | 20:00 UTC+11    |                                        |                 |         | Melbourne, Victoria Publik: 17 712 Domare: Ben Williams (Australien) | Melbourne, Victoria Publik: 17 712 Domare: Ben Williams (Australien) |

| 13           | 15 januari 2015 | Bahrain                    | 1 – 2           | Förenade arabemiraten                     | Canberra Stadium                                                                      |                                                                                       |
| 18:00 UTC+11 | 18:00 UTC+11    | Jaycee John Okwunwanne 26′ | (1 – 1) Rapport | 1′ Ali Mabkhout 74′ (sjm.) Mohamed Husain | Canberra, Australian Capital Territory Publik: 7 925 Domare: Chris Beath (Australien) | Canberra, Australian Capital Territory Publik: 7 925 Domare: Chris Beath (Australien) |
| 18:00 UTC+11 | 18:00 UTC+11    |                            |                 |                                           | Canberra, Australian Capital Territory Publik: 7 925 Domare: Chris Beath (Australien) | Canberra, Australian Capital Territory Publik: 7 925 Domare: Chris Beath (Australien) |
| 18:00 UTC+11 | 18:00 UTC+11    |                            |                 |                                           | Canberra, Australian Capital Territory Publik: 7 925 Domare: Chris Beath (Australien) | Canberra, Australian Capital Territory Publik: 7 925 Domare: Chris Beath (Australien) |

| 14           | 15 januari 2015 | Qatar | 0 – 1           | Iran              | ANZ Stadium                                                                 |                                                                             |
| 20:00 UTC+11 | 20:00 UTC+11    |       | (0 – 0) Rapport | 52′ Sardar Azmoun | Sydney, New South Wales Publik: 22 672 Domare: Ravsjan Irmatov (Uzbekistan) | Sydney, New South Wales Publik: 22 672 Domare: Ravsjan Irmatov (Uzbekistan) |
| 20:00 UTC+11 | 20:00 UTC+11    |       |                 |                   | Sydney, New South Wales Publik: 22 672 Domare: Ravsjan Irmatov (Uzbekistan) | Sydney, New South Wales Publik: 22 672 Domare: Ravsjan Irmatov (Uzbekistan) |
| 20:00 UTC+11 | 20:00 UTC+11    |       |                 |                   | Sydney, New South Wales Publik: 22 672 Domare: Ravsjan Irmatov (Uzbekistan) | Sydney, New South Wales Publik: 22 672 Domare: Ravsjan Irmatov (Uzbekistan) |

| 21           | 19 januari 2015 | Iran                      | 1 – 0           | Förenade arabemiraten | Brisbane Stadium                                               |                                                                |
| 19:00 UTC+10 | 19:00 UTC+10    | Reza Ghoochannejhad 90+1′ | (0 – 0) Rapport |                       | Brisbane, Queensland Publik: 11 394 Domare: Ryuji Sato (Japan) | Brisbane, Queensland Publik: 11 394 Domare: Ryuji Sato (Japan) |
| 19:00 UTC+10 | 19:00 UTC+10    |                           |                 |                       | Brisbane, Queensland Publik: 11 394 Domare: Ryuji Sato (Japan) | Brisbane, Queensland Publik: 11 394 Domare: Ryuji Sato (Japan) |
| 19:00 UTC+10 | 19:00 UTC+10    |                           |                 |                       | Brisbane, Queensland Publik: 11 394 Domare: Ryuji Sato (Japan) | Brisbane, Queensland Publik: 11 394 Domare: Ryuji Sato (Japan) |

| 22           | 19 januari 2015 | Qatar                | 1 – 2           | Bahrain                                | ANZ Stadium                                                             |                                                                         |
| 20:00 UTC+11 | 20:00 UTC+11    | Hassan Al Haidos 68′ | (0 – 1) Rapport | 34′ Sayed Saeed 82′ Sayed Jaafar Ahmed | Sydney, New South Wales Publik: 4 841 Domare: Abdullah Al Hilali (Oman) | Sydney, New South Wales Publik: 4 841 Domare: Abdullah Al Hilali (Oman) |
| 20:00 UTC+11 | 20:00 UTC+11    |                      |                 |                                        | Sydney, New South Wales Publik: 4 841 Domare: Abdullah Al Hilali (Oman) | Sydney, New South Wales Publik: 4 841 Domare: Abdullah Al Hilali (Oman) |
| 20:00 UTC+11 | 20:00 UTC+11    |                      |                 |                                        | Sydney, New South Wales Publik: 4 841 Domare: Abdullah Al Hilali (Oman) | Sydney, New South Wales Publik: 4 841 Domare: Abdullah Al Hilali (Oman) |

### Grupp D
| Nr | Lag       | S | V | O | F | GM | IM | MS  | P |
| -- | --------- | - | - | - | - | -- | -- | --- | - |
| 1  | Japan     | 3 | 3 | 0 | 0 | 7  | 0  | +7  | 9 |
| 2  | Irak      | 3 | 2 | 0 | 1 | 3  | 1  | +2  | 6 |
| 3  | Jordanien | 3 | 1 | 0 | 2 | 5  | 4  | +1  | 3 |
| 4  | Palestina | 3 | 0 | 0 | 3 | 1  | 11 | −10 | 0 |

| 7            | 12 januari 2015 | Japan                                                                         | 4 – 0           | Palestina | Newcastle Stadium                                                           |                                                                             |
| 18:00 UTC+11 | 18:00 UTC+11    | Yasuhito Endō 8′ Shinji Okazaki 25′ Keisuke Honda 43′ (str.) Maya Yoshida 49′ | (3 – 0) Rapport |           | Newcastle, New South Wales Publik: 17 147 Domare: Abdulrahman Abdou (Qatar) | Newcastle, New South Wales Publik: 17 147 Domare: Abdulrahman Abdou (Qatar) |
| 18:00 UTC+11 | 18:00 UTC+11    |                                                                               |                 |           | Newcastle, New South Wales Publik: 17 147 Domare: Abdulrahman Abdou (Qatar) | Newcastle, New South Wales Publik: 17 147 Domare: Abdulrahman Abdou (Qatar) |
| 18:00 UTC+11 | 18:00 UTC+11    |                                                                               |                 |           | Newcastle, New South Wales Publik: 17 147 Domare: Abdulrahman Abdou (Qatar) | Newcastle, New South Wales Publik: 17 147 Domare: Abdulrahman Abdou (Qatar) |

| 8            | 12 januari 2015 | Jordanien | 0 – 1           | Irak            | Brisbane Stadium                                                           |                                                                            |
| 19:00 UTC+10 | 19:00 UTC+10    |           | (0 – 0) Rapport | 77′ Yaser Kasim | Brisbane, Queensland Publik: 6 840 Domare: Fahad Al-Mirdasi (Saudiarabien) | Brisbane, Queensland Publik: 6 840 Domare: Fahad Al-Mirdasi (Saudiarabien) |
| 19:00 UTC+10 | 19:00 UTC+10    |           |                 |                 | Brisbane, Queensland Publik: 6 840 Domare: Fahad Al-Mirdasi (Saudiarabien) | Brisbane, Queensland Publik: 6 840 Domare: Fahad Al-Mirdasi (Saudiarabien) |
| 19:00 UTC+10 | 19:00 UTC+10    |           |                 |                 | Brisbane, Queensland Publik: 6 840 Domare: Fahad Al-Mirdasi (Saudiarabien) | Brisbane, Queensland Publik: 6 840 Domare: Fahad Al-Mirdasi (Saudiarabien) |

| 15           | 16 januari 2015 | Palestina          | 1 – 5           | Jordanien                                                     | Melbourne Rectangular Stadium                                        |                                                                      |
| 18:00 UTC+11 | 18:00 UTC+11    | Jaka Ihbeisheh 84′ | (0 – 3) Rapport | 32′ Yousef Al-Rawashdeh 34′, 45+2′, 75′, 79′ Hamza Al-Dardour | Melbourne, Victoria Publik: 10 808 Domare: Kim Jong-Hyeok (Sydkorea) | Melbourne, Victoria Publik: 10 808 Domare: Kim Jong-Hyeok (Sydkorea) |
| 18:00 UTC+11 | 18:00 UTC+11    |                    |                 |                                                               | Melbourne, Victoria Publik: 10 808 Domare: Kim Jong-Hyeok (Sydkorea) | Melbourne, Victoria Publik: 10 808 Domare: Kim Jong-Hyeok (Sydkorea) |
| 18:00 UTC+11 | 18:00 UTC+11    |                    |                 |                                                               | Melbourne, Victoria Publik: 10 808 Domare: Kim Jong-Hyeok (Sydkorea) | Melbourne, Victoria Publik: 10 808 Domare: Kim Jong-Hyeok (Sydkorea) |

| 16           | 16 januari 2015 | Irak | 0 – 1           | Japan                    | Brisbane Stadium                                                   |                                                                    |
| 19:00 UTC+10 | 19:00 UTC+10    |      | (0 – 0) Rapport | 23′ (str.) Keisuke Honda | Brisbane, Queensland Publik: 22 941 Domare: Alireza Faghani (Iran) | Brisbane, Queensland Publik: 22 941 Domare: Alireza Faghani (Iran) |
| 19:00 UTC+10 | 19:00 UTC+10    |      |                 |                          | Brisbane, Queensland Publik: 22 941 Domare: Alireza Faghani (Iran) | Brisbane, Queensland Publik: 22 941 Domare: Alireza Faghani (Iran) |
| 19:00 UTC+10 | 19:00 UTC+10    |      |                 |                          | Brisbane, Queensland Publik: 22 941 Domare: Alireza Faghani (Iran) | Brisbane, Queensland Publik: 22 941 Domare: Alireza Faghani (Iran) |

| 23           | 20 januari 2015 | Japan                               | 2 – 0           | Jordanien | Melbourne Rectangular Stadium                                           |                                                                         |
| 20:00 UTC+11 | 20:00 UTC+11    | Keisuke Honda 24′ Shinji Kagawa 82′ | (1 – 0) Rapport |           | Melbourne, Victoria Publik: 25 016 Domare: Ravsjan Irmatov (Uzbekistan) | Melbourne, Victoria Publik: 25 016 Domare: Ravsjan Irmatov (Uzbekistan) |
| 20:00 UTC+11 | 20:00 UTC+11    |                                     |                 |           | Melbourne, Victoria Publik: 25 016 Domare: Ravsjan Irmatov (Uzbekistan) | Melbourne, Victoria Publik: 25 016 Domare: Ravsjan Irmatov (Uzbekistan) |
| 20:00 UTC+11 | 20:00 UTC+11    |                                     |                 |           | Melbourne, Victoria Publik: 25 016 Domare: Ravsjan Irmatov (Uzbekistan) | Melbourne, Victoria Publik: 25 016 Domare: Ravsjan Irmatov (Uzbekistan) |

| 24           | 20 januari 2015 | Irak                                     | 2 – 0           | Palestina | Canberra Stadium                                                                                             | |
| 20:00 UTC+11 | 20:00 UTC+11    | Younis Mahmoud 48′ Ahmed Yasin Ghani 88′ | (0 – 0) Rapport |           | Canberra, Australian Capital Territory Publik: 10 235 Domare: Abdulla Hassan Mohamed (Förenade arabemiraten) | Canberra, Australian Capital Territory Publik: 10 235 Domare: Abdulla Hassan Mohamed (Förenade arabemiraten) |
| 20:00 UTC+11 | 20:00 UTC+11    |                                          |                 |           | Canberra, Australian Capital Territory Publik: 10 235 Domare: Abdulla Hassan Mohamed (Förenade arabemiraten) | Canberra, Australian Capital Territory Publik: 10 235 Domare: Abdulla Hassan Mohamed (Förenade arabemiraten) |
| 20:00 UTC+11 | 20:00 UTC+11    |                                          |                 |           | Canberra, Australian Capital Territory Publik: 10 235 Domare: Abdulla Hassan Mohamed (Förenade arabemiraten) | Canberra, Australian Capital Territory Publik: 10 235 Domare: Abdulla Hassan Mohamed (Förenade arabemiraten) |

## Slutspel

### Slutspelsträd
|  | Kvartsfinaler                | Kvartsfinaler         |            |       | Semifinaler | Semifinaler |  |  | Final | Final |
|  |                              |                       |            |       |             |             |  |  |       |       |
|  |                              |                       |            |       |             |             |  |  |       |       |
|  |                              |                       |            |       |             |             |  |  |       |       |
|  | Sydkorea (e.f.)              | 2                     |            |       |             |             |  |  |       |       |
|  | Sydkorea (e.f.)              | 2                     |            |       |             |             |  |  |       |       |
|  | Uzbekistan                   | 0                     |            |       |             |             |  |  |       |       |
|  | Uzbekistan                   | 0                     | Sydkorea   | 2     |             |             |  |  |       |       |
|  |                              |                       | Sydkorea   | 2     |             |             |  |  |       |       |
|  |                              | Irak                  | 0          |       |             |             |  |  |       |       |
|  | Iran                         | Irak                  | 0          | 3 (6) |             |             |  |  |       |       |
|  | Iran                         |                       |            | 3 (6) |             |             |  |  |       |       |
|  | Irak (str.)                  | 3 (7)                 |            |       |             |             |  |  |       |       |
|  | Irak (str.)                  | 3 (7)                 | Sydkorea   | 1     |             |             |  |  |       |       |
|  |                              |                       | Sydkorea   | 1     |             |             |  |  |       |       |
|  |                              | Australien (e.f.)     | 2          |       |             |             |  |  |       |       |
|  | Kina                         | Australien (e.f.)     | 2          | 0     |             |             |  |  |       |       |
|  | Kina                         |                       |            | 0     |             |             |  |  |       |       |
|  | Australien                   | 2                     |            |       |             |             |  |  |       |       |
|  | Australien                   | 2                     | Australien | 2     |             |             |  |  |       |       |
|  |                              |                       | Australien | 2     |             |             |  |  |       |       |
|  |                              | Förenade arabemiraten | 0          |       | Bronsmatch  | Bronsmatch  |  |  |       |       |
|  | Japan                        | Förenade arabemiraten | 0          | 1 (4) | Bronsmatch  | Bronsmatch  |  |  |       |       |
|  | Japan                        |                       |            | 1 (4) |             |             |  |  |       |       |
|  | Förenade arabemiraten (str.) | 1 (5)                 |            |       |             |             |  |  |       |       |
|  | Förenade arabemiraten (str.) | 1 (5)                 | Irak       | 2     |             |             |  |  |       |       |
|  |                              |                       |            |       |             |             |  |  |       |       |
|  | Förenade arabemiraten        | 3                     |            |       |             |             |  |  |       |       |
|  | Förenade arabemiraten        | 3                     |            |       |             |             |  |  |       |       |

### Kvartsfinaler
| 25           | 22 januari 2015 | Sydkorea                 | 0000 2 – 0 (e.fl.) | Uzbekistan | Melbourne Rectangular Stadium                                              |                                                                            |
| 18:30 UTC+11 | 18:30 UTC+11    | Son Heung-Min 104′, 120′ | (0 – 0) Rapport    |            | Melbourne, Victoria Publik: 23 381 Domare: Fahad Al-Mirdasi (Saudiarabien) | Melbourne, Victoria Publik: 23 381 Domare: Fahad Al-Mirdasi (Saudiarabien) |
| 18:30 UTC+11 | 18:30 UTC+11    |                          |                    |            | Melbourne, Victoria Publik: 23 381 Domare: Fahad Al-Mirdasi (Saudiarabien) | Melbourne, Victoria Publik: 23 381 Domare: Fahad Al-Mirdasi (Saudiarabien) |
| 18:30 UTC+11 | 18:30 UTC+11    |                          |                    |            | Melbourne, Victoria Publik: 23 381 Domare: Fahad Al-Mirdasi (Saudiarabien) | Melbourne, Victoria Publik: 23 381 Domare: Fahad Al-Mirdasi (Saudiarabien) |

| 26           | 22 januari 2015 | Kina | 0 – 2           | Australien          | Brisbane Stadium                                                      |                                                                       |
| 20:30 UTC+10 | 20:30 UTC+10    |      | (0 – 0) Rapport | 48′, 65′ Tim Cahill | Brisbane, Queensland Publik: 46 067 Domare: Kim Jong-Hyeok (Sydkorea) | Brisbane, Queensland Publik: 46 067 Domare: Kim Jong-Hyeok (Sydkorea) |
| 20:30 UTC+10 | 20:30 UTC+10    |      |                 |                     | Brisbane, Queensland Publik: 46 067 Domare: Kim Jong-Hyeok (Sydkorea) | Brisbane, Queensland Publik: 46 067 Domare: Kim Jong-Hyeok (Sydkorea) |
| 20:30 UTC+10 | 20:30 UTC+10    |      |                 |                     | Brisbane, Queensland Publik: 46 067 Domare: Kim Jong-Hyeok (Sydkorea) | Brisbane, Queensland Publik: 46 067 Domare: Kim Jong-Hyeok (Sydkorea) |

| 27           | 23 januari 2015 | Iran | 0000 3 – 3 (e.fl.)         | Irak | Canberra Stadium                                                                        |                                                                                         |
| 17:30 UTC+11 | 17:30 UTC+11    | Sardar Azmoun 24′ Morteza Pouraliganji 103′ Reza Ghoochannejhad 118′                                                                 | (1 – 0) Rapport            | 56′ Ahmed Yasin Ghani 93′ Younis Mahmoud 116′ (str.) Dhurgham Ismail                                                         | Canberra, Australian Capital Territory Publik: 18 921 Domare: Ben Williams (Australien) | Canberra, Australian Capital Territory Publik: 18 921 Domare: Ben Williams (Australien) |
| 17:30 UTC+11 | 17:30 UTC+11    | |                            | | Canberra, Australian Capital Territory Publik: 18 921 Domare: Ben Williams (Australien) | Canberra, Australian Capital Territory Publik: 18 921 Domare: Ben Williams (Australien) |
| 17:30 UTC+11 | 17:30 UTC+11    | Ehsan Hajsafi Morteza Pouraliganji Javad Nekounam Jalal Hosseini Vouria Ghafouri Alireza Jahanbakhsh Andranik Teymourian Vahid Amiri | Straffsparksläggning 6 – 7 | Saad Abdul-Amir Waleed Salem Al-Lami Dhurgham Ismail Ali Adnan Kadhim Younis Mahmoud Yaser Kasim Marwan Hussein Salam Shaker | Canberra, Australian Capital Territory Publik: 18 921 Domare: Ben Williams (Australien) | Canberra, Australian Capital Territory Publik: 18 921 Domare: Ben Williams (Australien) |

| 28           | 23 januari 2015 | Japan                                                                                  | 0000 1 – 1 (e.fl.)         | Förenade arabemiraten                                                                              | ANZ Stadium                                                           |                                                                       |
| 20:30 UTC+11 | 20:30 UTC+11    | Gaku Shibasaki 81′                                                                     | (0 – 1) Rapport            | 7′ Ali Mabkhout                                                                                    | Sydney, New South Wales Publik: 19 094 Domare: Alireza Faghani (Iran) | Sydney, New South Wales Publik: 19 094 Domare: Alireza Faghani (Iran) |
| 20:30 UTC+11 | 20:30 UTC+11    |                                                                                        |                            | | Sydney, New South Wales Publik: 19 094 Domare: Alireza Faghani (Iran) | Sydney, New South Wales Publik: 19 094 Domare: Alireza Faghani (Iran) |
| 20:30 UTC+11 | 20:30 UTC+11    | Keisuke Honda Makoto Hasebe Gaku Shibasaki Yohei Toyoda Masato Morishige Shinji Kagawa | Straffsparksläggning 4 – 5 | Omar Abdulrahman Ali Mabkhout Khamis Esmaeel Majed Hassan Habib Fardan Mohamed Ismail Ahmed Ismail | Sydney, New South Wales Publik: 19 094 Domare: Alireza Faghani (Iran) | Sydney, New South Wales Publik: 19 094 Domare: Alireza Faghani (Iran) |

### Semifinaler
| 29           | 26 januari 2015 | Sydkorea                             | 2 – 0           | Irak | ANZ Stadium                                                       |                                                                   |
| 20:00 UTC+11 | 20:00 UTC+11    | Lee Jung-Hyup 20′ Kim Young-Gwon 50′ | (1 – 0) Rapport |      | Sydney, New South Wales Publik: 36 053 Domare: Ryuji Sato (Japan) | Sydney, New South Wales Publik: 36 053 Domare: Ryuji Sato (Japan) |
| 20:00 UTC+11 | 20:00 UTC+11    |                                      |                 |      | Sydney, New South Wales Publik: 36 053 Domare: Ryuji Sato (Japan) | Sydney, New South Wales Publik: 36 053 Domare: Ryuji Sato (Japan) |
| 20:00 UTC+11 | 20:00 UTC+11    |                                      |                 |      | Sydney, New South Wales Publik: 36 053 Domare: Ryuji Sato (Japan) | Sydney, New South Wales Publik: 36 053 Domare: Ryuji Sato (Japan) |

| 30           | 27 januari 2015 | Australien                            | 2 – 0   | Förenade arabemiraten | Newcastle Stadium                                                              |                                                                                |
| 20:00 UTC+11 | 20:00 UTC+11    | Trent Sainsbury 3′ Jason Davidson 14′ | Rapport |                       | Newcastle, New South Wales Publik: 21 079 Domare: Ravsjan Irmatov (Uzbekistan) | Newcastle, New South Wales Publik: 21 079 Domare: Ravsjan Irmatov (Uzbekistan) |
| 20:00 UTC+11 | 20:00 UTC+11    |                                       |         |                       | Newcastle, New South Wales Publik: 21 079 Domare: Ravsjan Irmatov (Uzbekistan) | Newcastle, New South Wales Publik: 21 079 Domare: Ravsjan Irmatov (Uzbekistan) |
| 20:00 UTC+11 | 20:00 UTC+11    |                                       |         |                       | Newcastle, New South Wales Publik: 21 079 Domare: Ravsjan Irmatov (Uzbekistan) | Newcastle, New South Wales Publik: 21 079 Domare: Ravsjan Irmatov (Uzbekistan) |

### Bronsmatch
| 31           | 30 januari 2015 | Irak                                     | 2 – 3           | Förenade arabemiraten                         | Newcastle Stadium                                                           |                                                                             |
| 20:00 UTC+11 | 20:00 UTC+11    | Waleed Salem Al-Lami 28′ Amjad Kalaf 42′ | (2 – 1) Rapport | 16′, 51′ Ahmed Khalil 57′ (str.) Ali Mabkhout | Newcastle, New South Wales Publik: 12 829 Domare: Nawaf Shukralla (Bahrain) | Newcastle, New South Wales Publik: 12 829 Domare: Nawaf Shukralla (Bahrain) |
| 20:00 UTC+11 | 20:00 UTC+11    |                                          |                 |                                               | Newcastle, New South Wales Publik: 12 829 Domare: Nawaf Shukralla (Bahrain) | Newcastle, New South Wales Publik: 12 829 Domare: Nawaf Shukralla (Bahrain) |
| 20:00 UTC+11 | 20:00 UTC+11    |                                          |                 |                                               | Newcastle, New South Wales Publik: 12 829 Domare: Nawaf Shukralla (Bahrain) | Newcastle, New South Wales Publik: 12 829 Domare: Nawaf Shukralla (Bahrain) |

### Final
| 32           | 31 januari 2015 | Sydkorea            | 0000 1 – 2 (e.fl.) | Australien                           | ANZ Stadium                                                           |                                                                       |
| 20:00 UTC+11 | 20:00 UTC+11    | Son Heung-Min 90+1′ | (0 – 1) Rapport    | 45′ Massimo Luongo 105′ James Troisi | Sydney, New South Wales Publik: 76 385 Domare: Alireza Faghani (Iran) | Sydney, New South Wales Publik: 76 385 Domare: Alireza Faghani (Iran) |
| 20:00 UTC+11 | 20:00 UTC+11    |                     |                    |                                      | Sydney, New South Wales Publik: 76 385 Domare: Alireza Faghani (Iran) | Sydney, New South Wales Publik: 76 385 Domare: Alireza Faghani (Iran) |
| 20:00 UTC+11 | 20:00 UTC+11    |                     |                    |                                      | Sydney, New South Wales Publik: 76 385 Domare: Alireza Faghani (Iran) | Sydney, New South Wales Publik: 76 385 Domare: Alireza Faghani (Iran) |

## Sammanställning
Matcher avgjorda under förlängning räknas som vinst respektive förlust, matcher avgjorda efter straffsparksläggning räknas som oavgjort.
| Nr | Lag                   | S | V | O | F | GM | IM | MS  | P  |
| -- | --------------------- | - | - | - | - | -- | -- | --- | -- |
| 1  | Australien            | 6 | 5 | 0 | 1 | 14 | 3  | +11 | 15 |
| 2  | Sydkorea              | 6 | 5 | 0 | 1 | 8  | 2  | +6  | 15 |
| 3  | Förenade arabemiraten | 6 | 3 | 1 | 2 | 10 | 8  | +2  | 10 |
| 4  | Irak                  | 6 | 2 | 1 | 3 | 8  | 9  | −1  | 7  |
| 5  | Japan                 | 4 | 3 | 1 | 0 | 8  | 1  | +7  | 10 |
| 6  | Iran                  | 4 | 3 | 1 | 0 | 7  | 3  | +4  | 10 |
| 7  | Kina                  | 4 | 3 | 0 | 1 | 5  | 4  | +1  | 9  |
| 8  | Uzbekistan            | 4 | 2 | 0 | 2 | 5  | 5  | 0   | 6  |
| 9  | Jordanien             | 3 | 1 | 0 | 2 | 5  | 4  | +1  | 3  |
| 10 | Saudiarabien          | 3 | 1 | 0 | 2 | 5  | 5  | 0   | 3  |
| 11 | Bahrain               | 3 | 1 | 0 | 2 | 3  | 5  | −2  | 3  |
| 12 | Oman                  | 3 | 1 | 0 | 2 | 1  | 5  | −4  | 3  |
| 13 | Qatar                 | 3 | 0 | 0 | 3 | 2  | 7  | −5  | 0  |
| 13 | Nordkorea             | 3 | 0 | 0 | 3 | 2  | 7  | −5  | 0  |
| 15 | Kuwait                | 3 | 0 | 0 | 3 | 1  | 6  | −5  | 0  |
| 16 | Palestina             | 3 | 0 | 0 | 3 | 1  | 11 | −10 | 0  |